# 涅斯維日區
涅斯維日區，是白俄羅斯的一個區，位於該國中部，屬於明斯克州的一部分，面積862.75平方公里，2009年人口41,618，人口密度每平方公里48.24人。